# هرمون تحفيز الخلايا الصبغية
الهرمونات المحفزة للخلايا الصبغية، المعروفة بشكل جماعي باسم MSH، والمعروفة أيضًا باسم الميلانوتروبينات أو الإنترميدينات، هي عائلة من الهرمونات الببتيدية والببتيدات العصبية المكونة من هرمون تحفيز الخلايا الصبغية ألفا (α-MSH)، وهرمون تحفيز الخلايا الصبغية بيتا (β-MSH)، وهرمون تحفيز الخلايا الصبغية جاما (γ-MSH) التي تنتجها الخلايا في الجزء المتوسط من الفص الأمامي للغدة النخامية .
وقد قاموا بتطوير نظائر اصطناعية لـ α-MSH، مثل أفاميلانوتيد (ميلانوتان I؛ Scenesse)، وميلانوتان II، وبريميلانوتيد (PT-141).

## التخليق الحيوي
تنشأ الأشكال المختلفة من MSH من انقسامات مختلفة لبروتين البروبيوميلانوكورتين، والذي ينتج أيضًا ببتيدات عصبية مهمة أخرى مثل هرمون قشر الكظر.:554
تنتج الخلايا الصبغية في الجلد وتفرز MSH استجابةً للأشعة فوق البنفسجية، حيث تعمل على زيادة تخليق الميلانين.:441تنتج بعض الخلايا العصبية في النواة المقوسة في منطقة تحت المهاد وتفرز α-MSH استجابةً للببتين؛:626يصنع ويقوم بإفراز α-MSH في الفص الأمامي للغدة النخامية.

## وظيفة
من خلال مستقبل الميلانوكورتين 1، يحفز α-MSH إنتاج وإطلاق الميلانين (وهي عملية يشار إليها باسم تكوين الميلانين ) بواسطة الخلايا الصبغية في الجلد والشعر. :1210
يعمل α-MSH في منطقة تحت المهاد على قمع الشهية.:419 ويساهم α-MSH الذي يفرز في منطقة تحت المهاد أيضًا في الإثارة الجنسية.

### في البرمائيات
يزداد إنتاج MSH في بعض الحيوانات (مثل الضفدع ذو الأصابع المخلبية Xenopus laevis ) عندما يكون الحيوان في مكان مظلم. ويؤدي هذا إلى تشتت الصبغة في الخلايا الصبغية في جلد الضفدع، مما يجعله يصبح أغمق لونًا ويصعب على الحيوانات المفترسة اكتشافه. وتسمى الخلايا الصبغية بالميلانوفور

### في البشر
قد يؤدي زيادة هرمون MSH إلى اسمرار البشرة عند البشر أيضًا. قد تزداد التصبغات عند البشر أثناء الحمل ؛ على الرغم من أن السبب الغددي الدقيق غير معروف، إلا أنه يُعتقد أن الهرمون المحفز للخلايا الصباغية α وβ متورط في ذلك. ومن الممكن أن يؤدي مرض كوشينغ الناجم عن زيادة هرمون قشر الكظر (ACTH) أيضًا إلى فرط تصبغ الجلد، مثل فرط تصبغ الجلد الأسود في الإبط. يعاني معظم الأشخاص المصابين بمرض أديسون الأولي من اسمرار ( فرط تصبغ ) الجلد، بما في ذلك المناطق غير المعرضة لأشعة الشمس؛ والمواقع المميزة هي طيات الجلد (مثل اليدين)، والحلمة، وداخل الخد (الغشاء المخاطي الخدي)، وتصبح الندبات الجديدة شديدة التصبغ، في حين أن الندبات القديمة لا تصبح داكنة. يحدث هذا لأن MSH و ACTH يتشاركان في نفس الجزيء السابق، وهو البروبيوميلانوكورتين (POMC).
إن اختلاف مستويات MSH لا يعد السبب الرئيسي لاختلاف لون البشرة. ومع ذلك، في العديد من الأشخاص ذوي الشعر الأحمر، وغيرهم من الأشخاص الذين لا يسمرون بشكل جيد، حيث أن هناك اختلافات في مستقبلات الهرمونات لديهم، مما يجعلهم لا يستجيبون لهرمون MSH في الدم.قالب:POMCتنتمي الأشكال المختلفة من MSH إلى مجموعة تسمى الميلانوكورتينات . تتضمن هذه المجموعة ACTH وα-MSH وβ-MSH وγ-MSH؛ كل هذه الببتيدات هي منتجات انقسام لببتيد سابق كبير يسمى بروبيوميلانوكورتين (POMC). α-MSH هو الميلانوكورتين الأكثر أهمية للتصبغ.
تحتوي الأشكال المختلفة من MSH على تسلسلات الأحماض الأمينية التالية:
| α-MSH:            | Ac-Ser-Tyr-Ser-Met-Glu-His-Phe-Arg-Trp-Gly-Lys-Pro-Val                                         |
| β-MSH (البشري):   | ألا-جلو-ليز-ليز-أسب-جلو-جلي-برو-تير-أرج-ميت-جلو-هيس-فينيل-أرج-تربتوفان-جلي-سير-برو-برو-ليز-أسب |
| β-MSH (الخنازير): | أسب-جلو-جلي-برو-تير-ليز-ميت-جلو-هيس-فينيل-ارج-تربتوفان-جلي-سير-برو-برو-ليز-أسب                 |
| γ-MSH:            | تير-فال-ميت-جلي-هيس-فينيل-ارج-تربت-اسب-ارج-فينيل-جلي                                           |

## MSH الاصطناعية
لقد طورت نظائر اصطناعية لـ α-MSH للاستخدام البشري. اثنان من الأدوية الأكثر شهرة هي أفاميلانوتيد (ميلانوتان I) في الاختبارات التي أجرتها شركة كلينوفيل للأدويةوبريميلانوتيد من شركة تقنيات بالاتين. وتشمل الأدوية الأخرى موديميلانوتيد وسيتميلانوتيد.
- تمت الموافقة على أفاميلانوتيد (الاسم التجاري Scenesse) لعلاج البروتوبورفيريا الكريات الحمراء في أوروبا، كما يحقق فيه أيضًا كطريقة للحماية من الضوء في علاج الطفح الضوئي متعدد الأشكال، والتقرن الشعاعي وسرطان الخلايا الحرشفية (شكل من أشكال سرطان الجلد ).[8]
- يؤدي وجود نظير إضافي يسمى الميلانوتان II إلى زيادة الرغبة الجنسية والانتصاب لدى معظم الذكور الخاضعين للاختبار والإثارة مع مشاركة الأعضاء التناسلية المقابلة لدى معظم الإناث الخاضعات للاختبار.[9] بريميلانوتيد (المعروف سابقًا باسم PT-141) والذي نشأ من أبحاث الميلانوتان II هو حاليًا قيد التطوير لتأثيراته المثيرة للشهوة الجنسية. تتم هذه التأثيرات من خلال الإجراءات التي تكون في منطقة ما تحت المهاد على الخلايا العصبية التي تعبر عن <sub id="mwnA">مستقبلات</sub> MC <sub id="mwmg">3</sub> وMC 4.